# Julius Millingen
Julius Michael Millingen, född den 19 juli 1800 i London, död den 30 november 1878 i Konstantinopel, var en engelsk läkare. Han var son till James Millingen.
Millingen, som var arkeolog och författare som fadern, for som ung till Grekland, där han var tillsammans med Lord Byron under dennes sista tid. Millingen var livläkare hos fem av de sista sultanerna.